# Conotrachelus spadix
Conotrachelus spadix – gatunek chrząszcza z rodziny ryjkowcowatych.

## Zasięg występowania
Ameryka Południowa, występuje w Boliwii.

## Budowa ciała
Przednia krawędź pokryw znacznie szersza od przedplecza, zaś tylna równo ścięta. Na ich powierzchni niewyraźne, rzadkie, podłużne punktowanie oraz liczne podłużne listewki. Przedplecze okrągławe w zarysie w tylnej części, z przodu nieznacznie zwężone, gęsto punktowane w środkowej części.